# Інколи нестримно хочеться
«І́нколи нестри́мно хо́четься» (англ. Sometimes a Great Notion — інші переклади: «Ча́сом несте́рпно корти́ть», «І́нколи я захо́плююсь») — роман Кена Кізі, вийшов у світ в 1964. Серед літературних критиків саме цей роман вважається вершиною творчості автора, попри те, що сам твір не мав особливого успіху у читачів. 1971 року роман екранізував Пол Ньюмен. 
Дія роману розгортається на фоні провінційного містечка, що стоїть на порозі екологічної катастрофи.  В основі сюжету — ворожнеча між братами-лісорубами, Хенком та Леландом Стемпер, що проживають у вигаданому місті Ваконда в штаті Орегон. 